# Phan Huy Quát
Phan Huy Quát (provincia de Hà Tĩnh, 12 de junio de 1908-27 de abril de 1979) se desempeñó como Primer Ministro en funciones del Estado de Vietnam y también como Primer Ministro de la República de Vietnam.

## Biografía
Phan Huy Quát nació en el distrito de Lộc Hà en la provincia de Hà Tĩnh. Asistió al Lycée Pellerin, Huế, luego estudió medicina en Hanói y se graduó como médico antes de ingresar a la política.
El 1 de julio de 1949, Quát fue nombrado Ministro de Educación por el Jefe de Estado Bảo Đại. El 22 de enero de 1950, el primer ministro Nguyễn Phan Long nombró a Quát ministro de Defensa, cargo en el que solo había ocupado brevemente antes de que se reorganizara el gabinete y volviera a trabajar para el Đại Việt Quốc dân đảng.
En junio de 1953, el primer ministro Nguyễn Văn Tâm nombró a Quát ministro de Defensa. Quát estaría en este cargo hasta 1954 cuando el Príncipe Bửu Lộc se convirtió en Primer Ministro quien nombró a Quát Ministro Especial a cargo del proceso de democratización de Vietnam. Luego, el Dr. Quát se desempeñó brevemente como Primer Ministro interino hasta que Bảo Đại nombró a Ngô Đình Diệm para el puesto.
En abril de 1960, Quát firmó el Manifiesto Caravelle, una lista de quejas y demandas específicamente críticas con Diệm, y fue rápidamente encarcelado por el GVN. Después del asesinato de Diệm en octubre de 1963, Quát fue nombrado Ministro de Relaciones Exteriores por el mayor general Nguyễn Khánh, uno de los principales participantes en el sangriento golpe. Aunque Quát criticaba con frecuencia el gobierno egoísta de Khánh, permaneció en el gabinete de Khánh hasta noviembre de 1964, cuando Trần Văn Hương fue instalado como primer ministro del recién creado Alto Consejo Nacional (HNC) del general Khánh.
El 16 de febrero de 1965, el Consejo de las Fuerzas Armadas, un grupo de oficiales militares de Vietnam del Sur que asumió el poder cuando el general Khánh depuso a Hương y al HNC, aseguró el nombramiento de Quát como primer ministro para frustrar una toma de poder por parte del jefe de la junta Khánh, que pretendía instalar al economista Nguyễn Xuân Oánh como su títere en el puesto de Primer Ministro. El propio Khánh se vio obligado a dimitir tras un golpe de Estado el 19 y 20 de febrero y posteriormente fue exiliado. El mariscal del aire Nguyễn Cao Kỳ luego dirigió la junta que supervisó el gabinete civil.
En 1965, Kỳ fue nombrado primer ministro y Nguyễn Văn Thiệu se convirtió en presidente mediante una reunión conjunta especial de líderes militares tras la dimisión voluntaria del presidente civil Sửu. Después de dejar el puesto de Primer Ministro, el Dr. Quát regresó a su práctica médica. Permaneció en la política hasta 1975 trabajando con la Liga Anticomunista de Asia (Liên Minh Á Châu Chống Cộng) como presidente de su oficina en Vietnam.
Después de la caída de Saigón en 1975, Quát se escondió. En agosto de 1975, fue arrestado y encarcelado en la prisión de Chí Hòa después de un intento fallido de escapar de Vietnam. Fue allí donde murió de insuficiencia hepática el 27 de abril de 1979.